# Ackermans & van Haaren
Ackermans & van Haaren (abbreviata AvH) è un gruppo industriale belga attivo in diversi settori: infrastrutture e ingegneria navale (DEME e Algemene Aannemingen Van Laere), banca privata (Delen Private Bank, JM Finn, Bank J. Van Breda & C°), immobiliare, leisure e cura degli anziani (Leasinvest Real Estate, Extensa), energia e risorse (Sipef) e sviluppo dei capitali (Sofinim e GIB).